# 시오야 요쿠
시오야 요쿠(일본어: 塩屋 翼 しおや よく[*], 1958년 6월 24일~)는 일본의 남성 성우 겸 배우이자 음향 감독이다.인 시오야 고조도 성우이자 배우이다.

## 출연작

### 애니메이션
- 과학닌자대 갓챠맨 - 제비 진페이(TVA)
- 금붕어 주의보 - 키타다 슈이치
- 기동전사 건담 F91 - 빌기트 피리요
- 괴도 조커 - 미니미니 왕
- 남국소년 파푸와 군 - 기온가면 아라시야마
- 닌자 거북이 1987년 토와 비디오판 - 라파엘
- 매지컬 타루루토 - 쟈바 쟈바오
- 메이플 타운 이야기 - 바비 쿠마노프
- 머신로보 크로노스의 대역습 - 버그 뉴먼
- 바다의 트리톤 - 트리톤 (데뷔작) 13세 때 녹음하였다.
- 성총사 비스마르크 - 히카루 신지
- 소년 메이드 - 히노 아저씨
- 세인트 세이야 - 세이렌 소렌토
- 슬램덩크 - DR.T, 송태섭(미야기 료타)
- 어랍쇼 수박머리군 - 수박머리군
- 신 중화일미 - 쇼안
- 오다 노부나의 야망 - 기노시타 도키치로(TVA)
- 우리는 만화가 토키와 장 이야기 - 스즈키 신이치
- 은하영웅전설 OVA - 알프레트 폰 란즈베르크
- 장난꾸러기 신 이야기 코로코로 포론 - 가루비(악타이온),벨레로폰,데우칼리온,쥬드 왕자,오레스테스
- 쟈니 테스트 - 듀키
- 제너레이터 가울 - 네카사 다쿠마
- 전설거신 이데온 - 유우키 고스모
- 죠죠의 기묘한 모험 팬텀 블러드(TVA) - 윌 A. 체펠리
- 트랜스포머 G1 - 범블, 그렌, 리플렉터, 스우프, 얼럿, 샌드스톰, 컴퓨티콘, 리와인드, 텔래트랜 2
- 트랜스포머 초신 마스터포스 - 버스터
- 트랜스포머 빅토리 - 헬벳
- WHITE ALBUM - 프랑크 나가세
- 왈큐레 로만체 -소녀기사 이야기-(TVA) - 곰인형 가게 주인
- 야마노스스메 - 아라이 선생님
- 기라키라 프리큐어 아라모드 - 누아르
- 치오의 통학로 - 신문 기다리는 아저씨

### 게임
- 풍운 카부키전 - 푸시 후지야마
- 카부키 일도양담 - 푸시 후지야마
- 죠죠의 기묘한 모험 All Star Battle, 죠죠의 기묘한 모험 Eyes of Heaven, 죠죠의 기묘한 모험 올 스타 배틀 R - 윌 A. 체펠리

### 특촬
- 성수전대 긴가맨 - 바르반 마인 가라가라
- 우주전대 큐레인저 - 이카겐
- 봉신 야쓰루기 - 이카리 터틀

### 스탭
- 행복한 세상의 족제비